# Lernaea devastatrix
Lernaea devastatrix is een eenoogkreeftjessoort uit de familie van de Lernaeidae. De wetenschappelijke naam van de soort is voor het eerst geldig gepubliceerd in 1997 door Boxshall, Montú & Schwarzbold.